# アレーナ・ディ・ヴェローナ音楽祭
アレーナ・ディ・ヴェローナ音楽祭（イタリア語: Arena di Verona Festival）は、イタリアのヴェローナで毎年夏に開催されるオペラ音楽祭。会場はアレーナ・ディ・ヴェローナであるが、これは3万人を収容できる古代ローマの円形競技場の遺跡である。公演は夕暮れから始まり、観衆は日が落ちると持参した小さなキャンドルをともすのが伝統である。

## 歴史
1913年、テノール歌手ジョヴァンニ・ゼナテッロ、ソプラノ歌手マリア・ガイ、指揮者トゥリオ・セラフィン、興行師オットーネ・ロヴァートらの尽力で、ジュゼッペ・ヴェルディ生誕100周年を記念してアレーナ・ディ・ヴェローナで『アイーダ』が上演された。アレーナは満席になり、観客にはジャコモ・プッチーニ、ピエトロ・マスカーニ、アッリーゴ・ボーイト、フランツ・カフカの姿もあった。こうして2度の世界大戦による中断を挟んで現在に至る音楽祭の歴史が始まった。
多くの歌手が音楽祭に出演することで知名度を高めた。1929年にベニャミーノ・ジーリはフリードリッヒ・フォン・フロトーの『マルタ』に出演した。マリア・カラスは1947年から1953年までアミルカレ・ポンキエッリの『ラ・ジョコンダ』に出演しセンセーションを巻き起こした。
またゲオルク・ヴィルヘルム・パープストが演出した1953年の『アイーダ』ではアレーナに水を張ることで、ナイル川を航行するエジプトの船をイメージさせた。このアイデアは1999年のピエール・ルイージ・ピッツィの演出に受け継がれた。パープストはさらに象や馬などの動物も用い、このようなスペクタクルな舞台は音楽祭の特徴となっている。
オペラの他にオーケストラのコンサートやバレエの公演も行われる。1976年にはモーリス・ベジャール率いる20世紀バレエ団が、モネ交響楽団の伴奏で交響曲第9番 (ベートーヴェン)を踊った。その他の代表的なコンサート曲目にはヴェルディの『レクイエム』『テ・デウム』、ジョアキーノ・ロッシーニ『スタバート・マーテル』などがあり、バレエ作品にはレオ・ドリーブの『コッペリア』、ピョートル・チャイコフスキーの『白鳥の湖』『眠れる森の美女』などがある。
1976年から音楽祭の活動は拡大し、10月から5月にかけてフィラルモニコ劇場が使用されるようになった。これによりオーケストラ、合唱団、バレエ団、技術者たちを常設できるようになった。
音楽祭の開始以来、長年に渡って歌手やオーケストラは、音響設備無しで広大なアレーナに声や楽器の音を響かせてきたが、2010年からPAが導入された。

## 公演回数の多い作品
- アイーダ（60回）
- カルメン（26回）
- ナブッコ（23回）
- トゥーランドット（20回）
- トスカ（18回）
- リゴレット（16回）
- 椿姫（16回）
- イル・トロヴァトーレ（15回）
- 蝶々夫人（13回）
- ラ・ボエーム（11回）
- カヴァレリア・ルスティカーナ（11回）
- ラ・ジョコンダ（10回）
- 運命の力（9回）
- セビリアの理髪師（8回）
- 仮面舞踏会（7回）
- メフィストーフェレ（7回）
- 道化師（6回）
- ノルマ（5回）
- オテロ（5回）
- アンドレア・シェニエ（5回）